# Oranssi Pazuzu
Az Oranssi Pazuzu finn black metal / space rock / pszichedelikus rock-zenekar. Zenéjükben gyakran ötvözik a három stílust. Lemezeiket a Violent Journey, Svart Records, 20 Buck Spin kiadók dobják piacra.

## Története
2007-ben alakultak Tampere-ben. Nevük jelentése: "narancssárga Pazuzu". Az "oranssi" szó finnül narancssárgát jelent, Pazuzu pedig egy szél démon a babilóniai mitológiában. Első nagylemezüket 2008-ban rögzítették, és egy évvel később, 2009-ben jelentették meg. 2010-ben egy split-lemezt is piacra dobtak, amelyen a "Candy Cane" zenekarral megosztva szerepeltek. 2011-ben második stúdióalbumuk is piacra került. 2013-ban és 2016-ban is kikerültek stúdióalbumok az Oranssi Pazuzu háza tájáról, illetve 2017-ben egy EP-t is piacra dobtak.

## Tagjai
- Korjak - dobok
- Ikon - gitár
- Evil - ütős hangszerek, billentyűk
- Ontto - basszusgitár
- Jun-His - ének, gitár

## Diszkográfia
- Muukalainen puhuu (2009)
- Candy Cane / Oranssi Pazuzu (split, 2010)
- Kosmonument (2011)
- Valonielu (2013)
- Varahtelija (2016)
- Kevat / Varimirsky (EP, 2017)
- Mestarin kynsi (2020)
- Muuntautuja (2024)